# Under the Tonto Rim (1933)
Under the Tonto Rim is een Amerikaanse western uit 1933 onder regie van Henry Hathaway.

## Verhaal
De cowboy Tonto Daily is gedegradeerd tot koetsier, maar ook dat loopt niet van een leien dakje. In plaats van hem te ontslaan gebruikt de voorman Munther hem als lokaas om een deel van het vee te stelen. Na de diefstal raadt Munther Tonto aan om de stad te verlaten.

## Rolverdeling
| Acteur           | Personage              |
| ---------------- | ---------------------- |
| Stuart Erwin     | Tonto Daily            |
| Fred Kohler      | Munther                |
| Raymond Hatton   | Porky                  |
| Verna Hillie     | Nina Weston            |
| John Lodge       | Joe Gilbert            |
| Fuzzy Knight     | Tex                    |
| George Barbier   | Weston                 |
| Patricia Farley  | Sally Mumford          |
| Marion Bardell   | Mabel Turner           |
| Ed Brady         | Sheriff                |
| Al Ernest Garcia | Mexicaanse politiechef |